# NGC 5411
NGC 5411 est une vaste galaxie lenticulaire située dans la constellation du Bouvier. Sa vitesse par rapport au fond diffus cosmologique est de 6 171 ± 18 km/s, ce qui correspond à une distance de Hubble de 91,0 ± 6,4 Mpc (∼297 millions d'al). NGC 5411 a été découverte par l'astronome allemand Wilhelm Tempel en 1883.
Selon la base de données Simbad, NGC 5411 est une galaxie LINER, c'est-à-dire une galaxie dont le noyau présente un spectre d'émission caractérisé par de larges raies d'atomes faiblement ionisés.
La galaxie au nord-ouest de NGC 5411 est PGC 214200 (UGC 8940 ou encore ECO 7155). La distance de Hubble de cette galaxie est égale à 90,25 ± 6,40 Mpc (∼294 millions d'al), presque la même que celle de NGC 5411. PGC 214200 est donc probablement une galaxie compagne de NGC 5411.